# 戊己校尉
戊己校尉，汉晋时期的官名，主管车师前国和车师后国境内的负责军屯事务。
汉元帝初元元年（前48年）屯田车师（今吐鲁番盆地），设置戊己校尉，掌管屯田事务，为屯田区最高长官，监督安辑附近诸国。古代以天干标记方位，戊己居中，而所置校尉也居于西域之中，故名。幕府称“戊己校尉营”，西汉时治所在车师前王庭交河城（今新疆吐鲁番市东约二十里交河古城），后迁至高昌壁（今吐鲁番市高昌古城）。一说有戊校尉、己校尉两校尉，一驻车师后王部，一驻车师前王部，秩比六百石（县令级），地位较低。副职称为史，属官有丞、司马各一人，候五人。统率屯田将士五百名左右，其部属全都是携带家眷。直接听命于朝廷，并在一定程度上受西域都护节制，可开府置吏。不经朝廷批准，都护不得随意调动。常协助都护处理西域事务，请出兵平定诸国不附汉者，及抵御匈奴侵扰。
王莽时以车师叛降匈奴，罢置戊己校尉。东汉时因与西域关系断续不常，故时置时废。汉明帝永平十七年（74年）设戊己校尉，置二员，秩比二千石。一屯车师后王部金蒲城，一屯车师前王部柳中城，相去千余里。汉章帝建初元年（76年）罢戊己校尉，汉和帝永元三年（90年）复置。汉安帝永初元年（107年）西域都护省置后，戊己校尉与西域长史同为西域最高长官。曹魏、晋朝时也曾置戊己校尉，驻高昌，皆四品。前凉太元四年（327年），改其治所辖地置高昌郡，此官遂废。戊己校尉的设置，有利于中原王朝控制西域形势和维持丝绸之路畅通。